# Protisvětlo

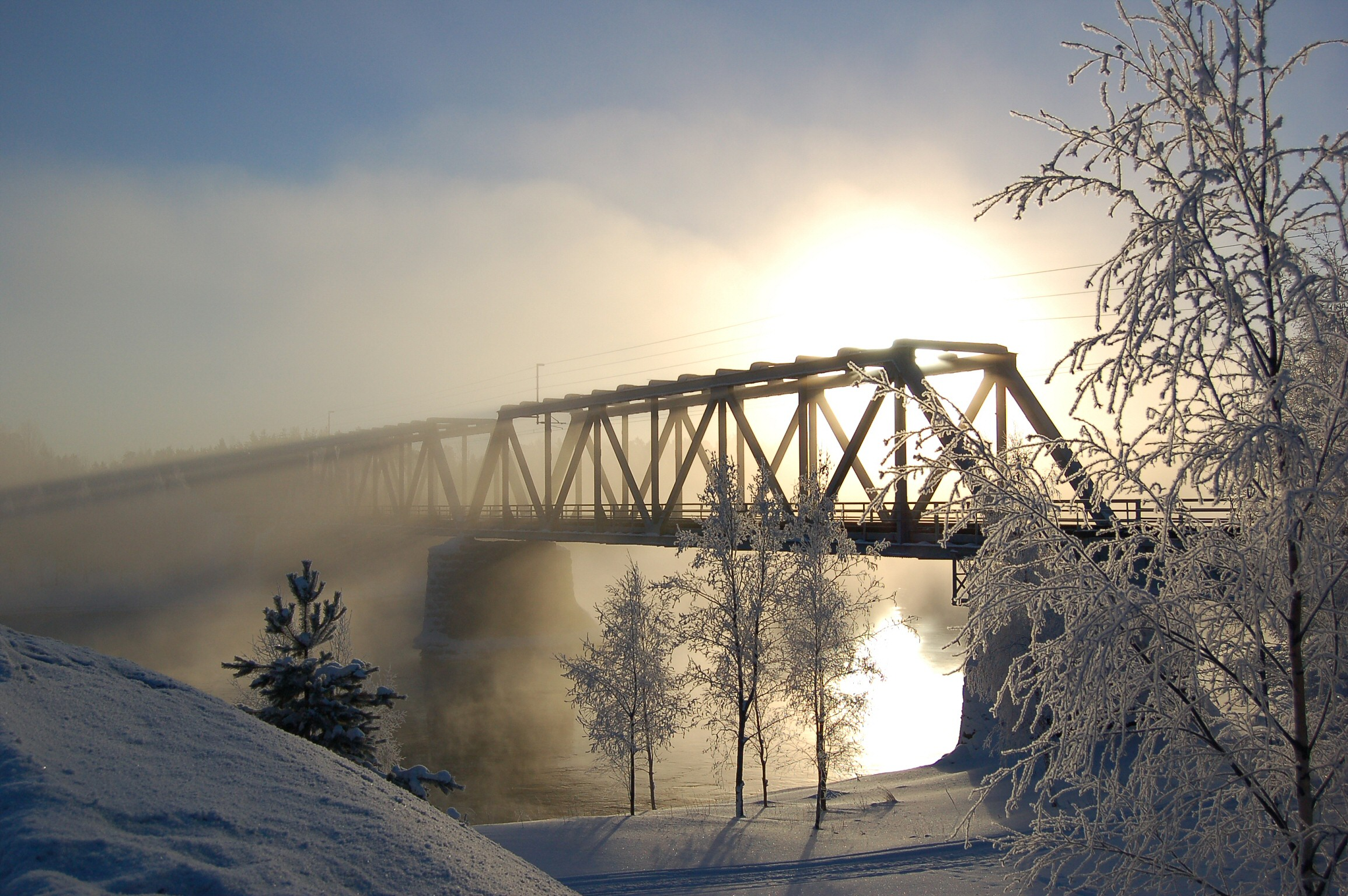
Silné protisvětlo (přímo proti vycházejícímu Slunci) dalo vyniknout zimní mlze

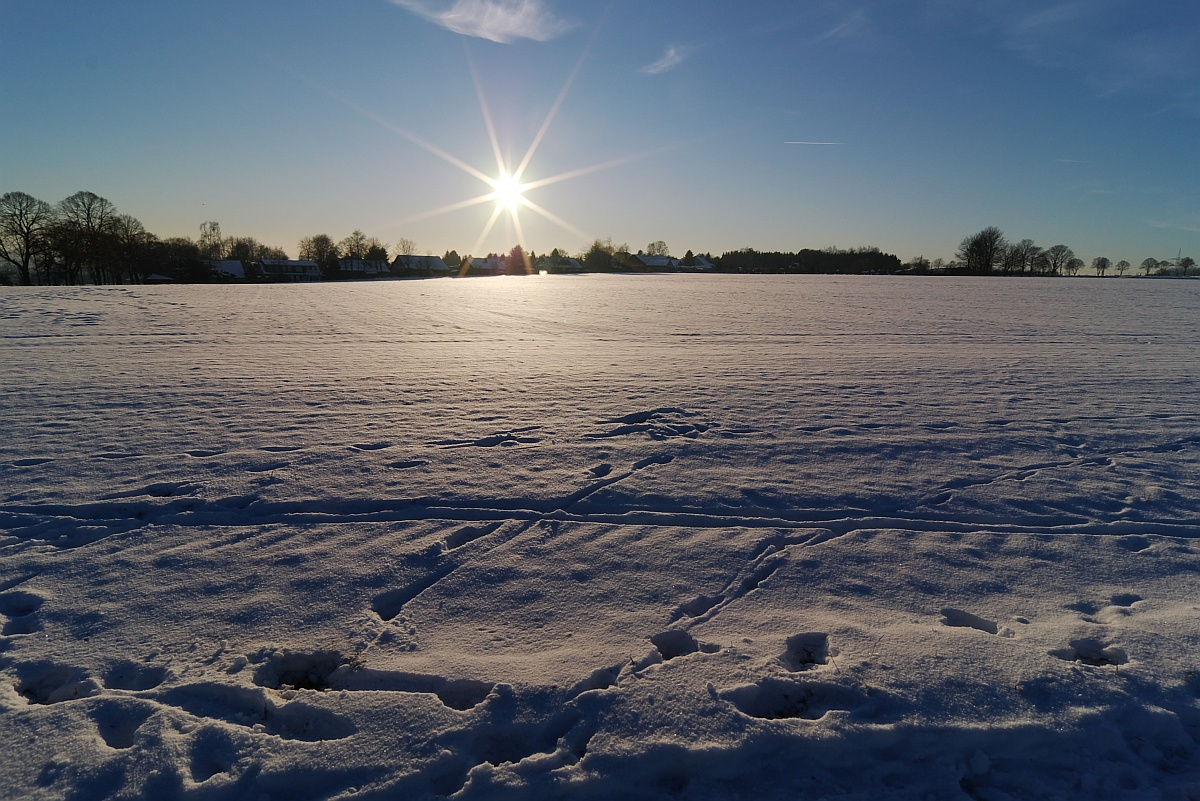
Protisvětlo může zdůraznit povrchovou strukturu objektů

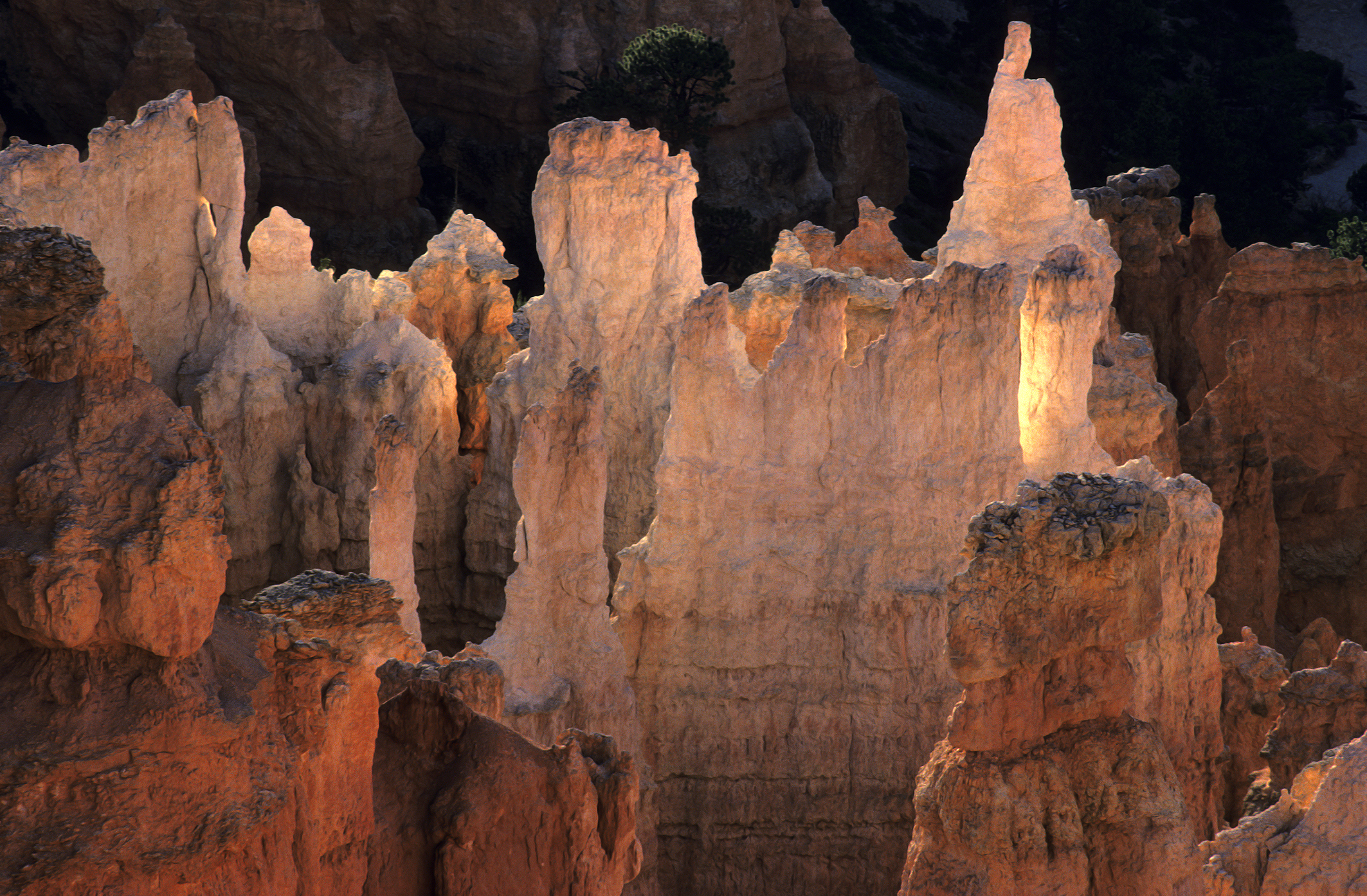
Zemní pyramidy (Hoodoos) mohou protisvětlo různě odrážet, materiál kodachrome

Protisvětlo (zadní světlo) či kontrasvětlo (francouzsky contre-jour), je pojem používaný hlavně v oboru fotografie jako označení pro světelný zdroj, který se nachází přímo ve fotografovaném objektu nebo poblíž a směruje proti objektivu fotoaparátu. Tento efekt obvykle skrývá detaily, způsobuje silnější kontrast mezi světlem a tmou, vytváří siluety a zdůrazňuje linie a tvary. Slunce, nebo jiný zdroj světla, je často zobrazen jako jeden světlý bod, nebo jako silné osvětlení za objektem. Jako doplňkové světlo může být použito k umělému osvětlení zadní strany předmětu směrem k fotoaparátu. Silueta nastane, když je poměr osvětlení 16:1 nebo více, při nižších poměrech, například 8:1, je výsledkem spíše low-key.

## Technika
Protisvětlo, které dopadá do objektivu fotoaparátu, způsobuje na výsledném obrazu celou řadu důsledků:
- Působení světla ze světelného zdroje přímo do objektivu se na snímku projeví zobrazením jednoho (nebo více) barevných fleků, pravděpodobně clonového otvoru (obvykle kulatého nebo šestiúhelníkového tvaru). Jsou vytvořeny nežádoucími odlesky („prasátky“, lens flare) ve fotoaparátu a závisí na kvalitě objektivu a odrazech uvnitř těla fotoaparátu. Tento účinek lze v některých případech obvykle účinně snížit sluneční clonou a kvalitní antireflexní vrstvou na čočce[1]. Je možné s těmito fleky experimentovat, ale někdy dokáží obraz zničit. V některých případech jsou tyto efekty využívány jako záměrný vyjadřovací výtvarný prostředek a existují filtry, který jej způsobují uměle.

- Pokud přímý zdroj světla zabírá velkou část motivu, nebo je velmi intenzivní, dojde při automatické expozici k podexponování snímku. Proto by se při silném protisvětle, například během portrétování, měl používat vždy dodatečný přímý zdroj světla (např. odrazná deska, zrcadlo nebo zábleskové zařízení), aby byl rozpoznatelný obličej.

- Kromě vysokého kontrastu světel a stínů dochází k zeslabení kontrastu barevného, takže vznikají nekontrastní (chabé, mdlé) obrázky. Přispívá také k tvoření závoje.

- Transparentní nebo částečně transparentní světlé objekty v protisvětle svítí, může být přitom zdůrazněna struktura, která při bývá při svícení ve směru fotoaparát – objekt skryta.

Automatické programy v protisvětle málokdy pracují uspokojivě. Když leží světelný zdroj v oblasti měření expozimetru, jsou fotografie většinou tmavé. Pokud to fotoaparát umožňuje, je doporučeno bodové měření ve významných místech snímku. Vypočítat střední hodnotu a ručně nastavit kompromisní expoziční hodnoty.

### Problémy v protisvětle

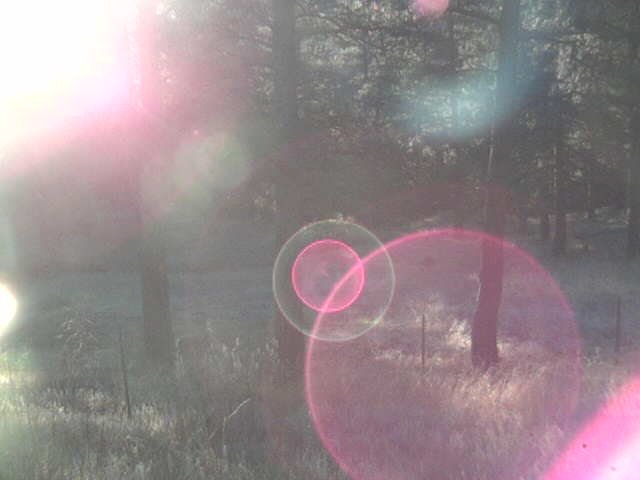
Nežádoucí odlesky („prasátka“, lens flare) vznikají v objektivu
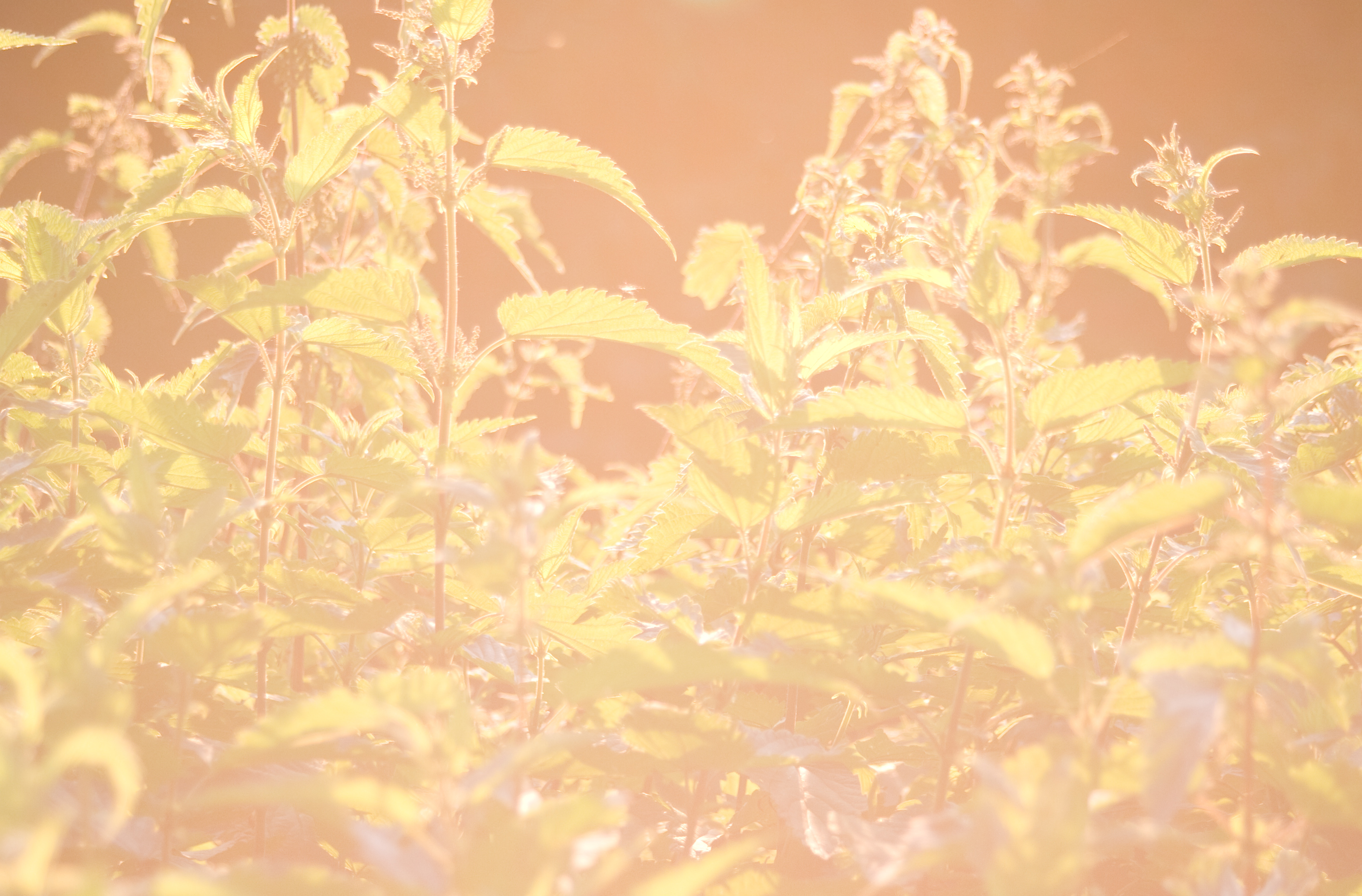
Velmi chabé a mdlé barvy se závojem a malým kontrastem, způsobené rozptýleným parazitním světlem
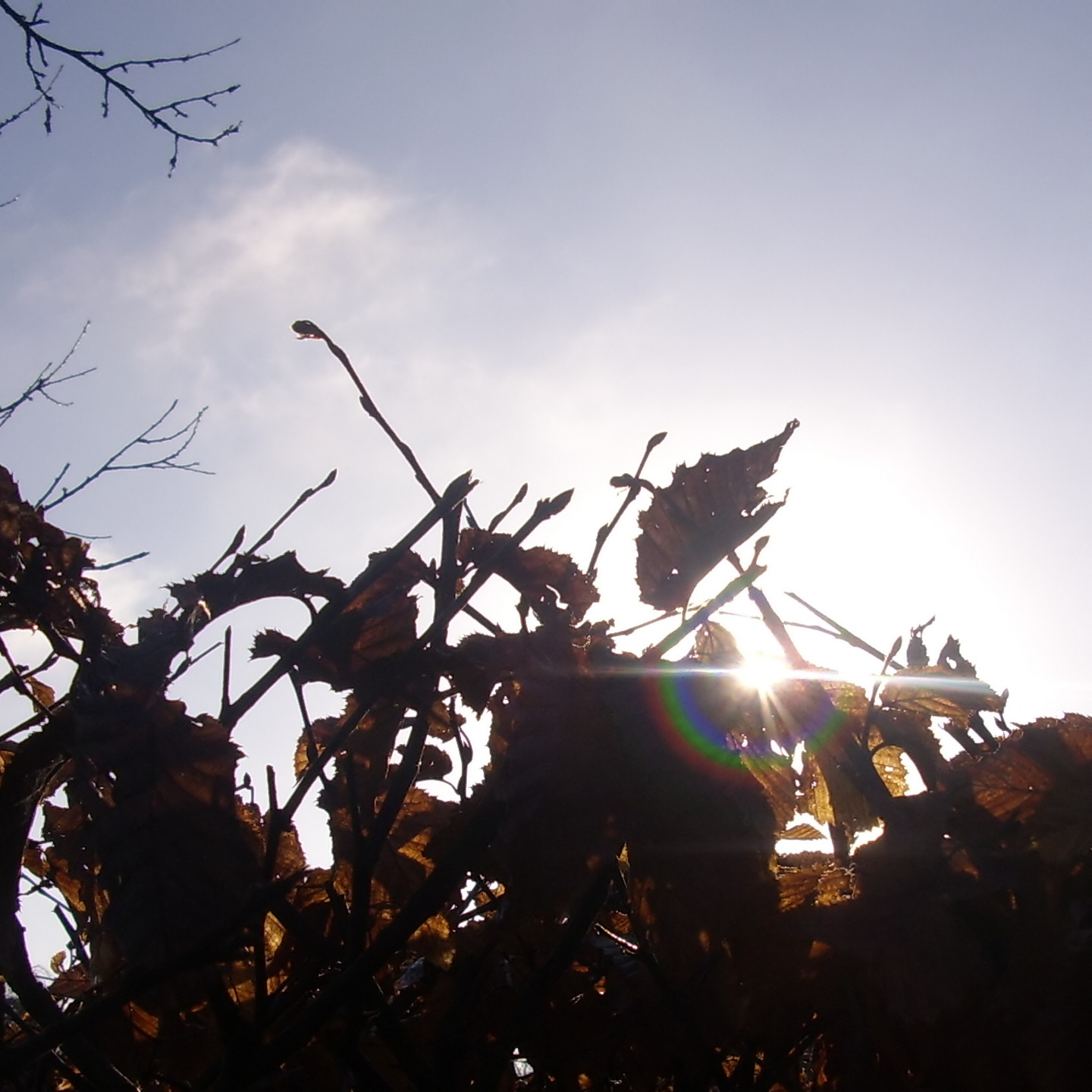
Vysoký kontrast, podexponovaný tmavý snímek, expozimetr se nechal zmást silným protisvětlem za objektem
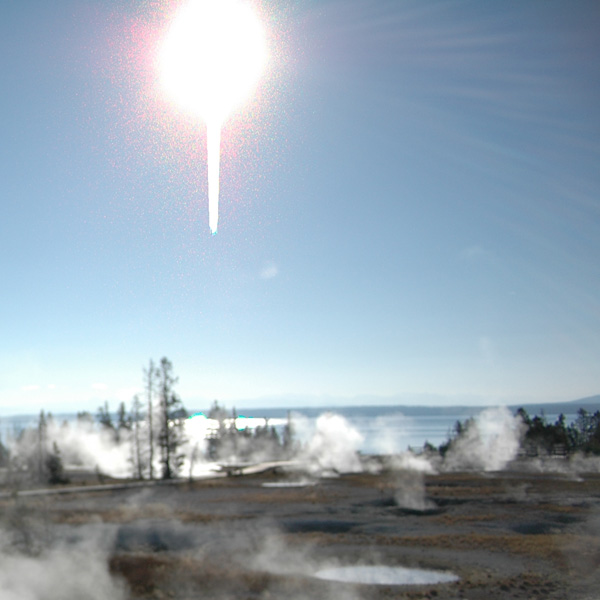
Silné protisvětlo může na čipech CCD způsobit takzvaný blooming
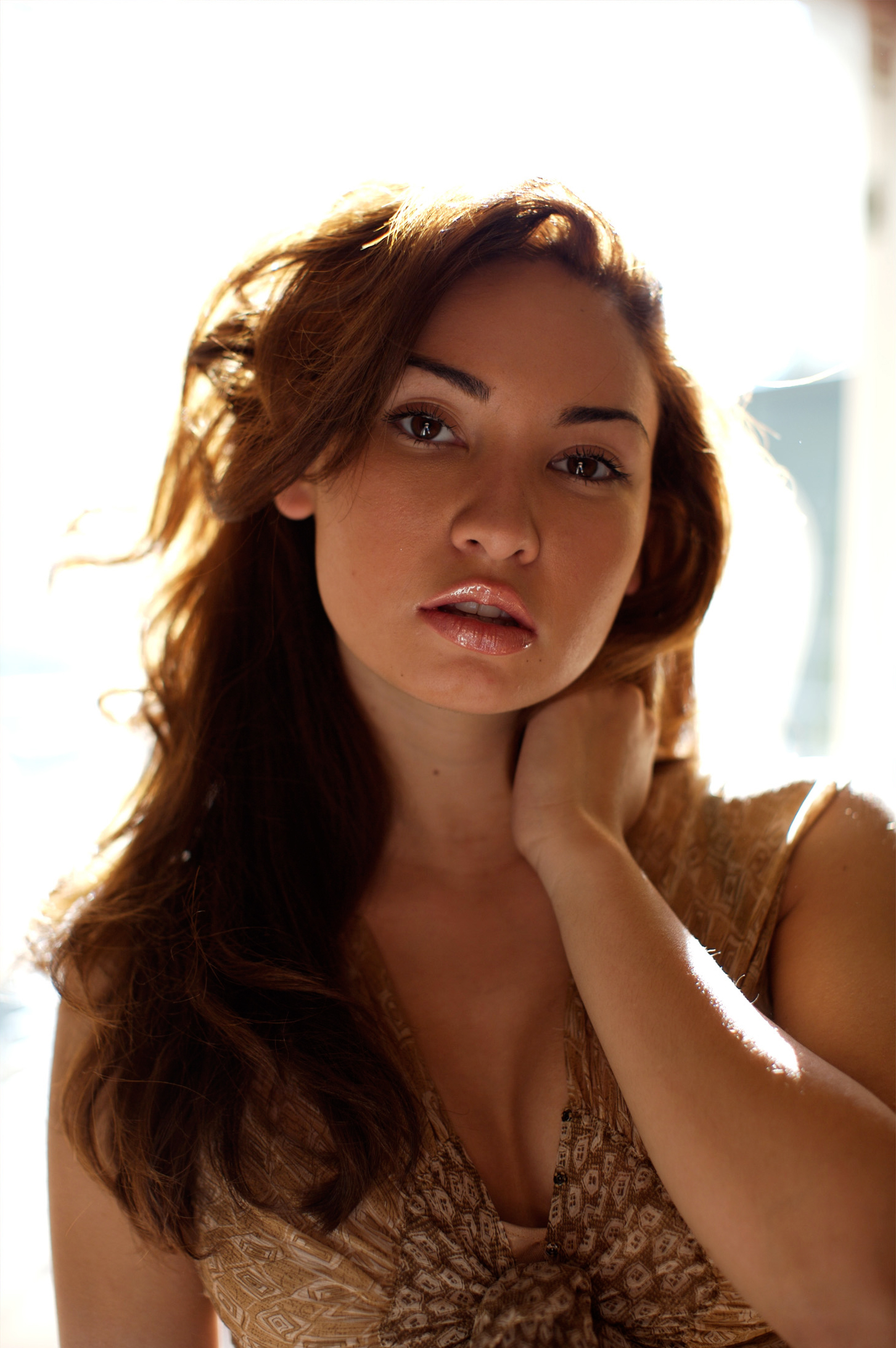
Je-li protisvětlo silné, jsou vlasy modelky vypálené
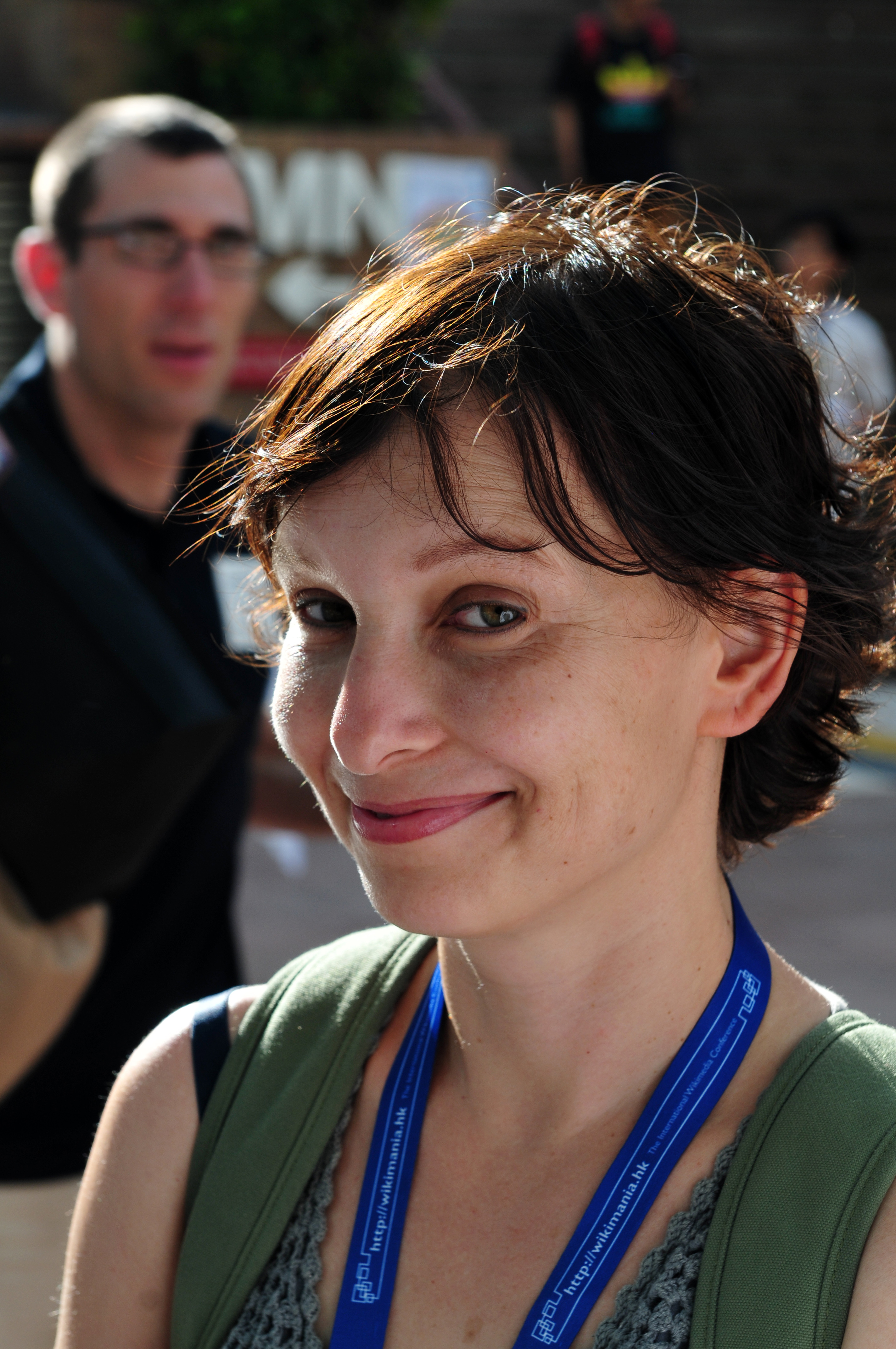

### Příliš široký dynamický rozsah

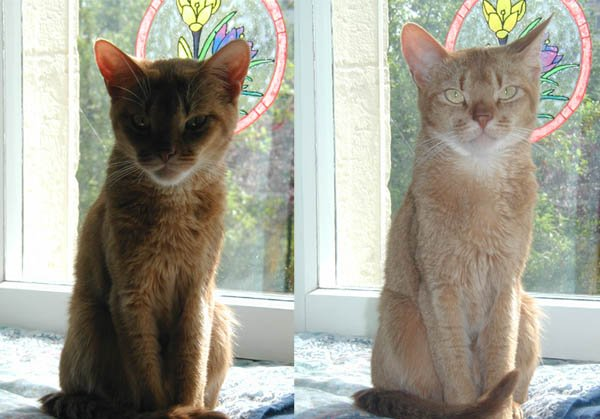
Použití blesku v protisvětle, vlevo bez blesku

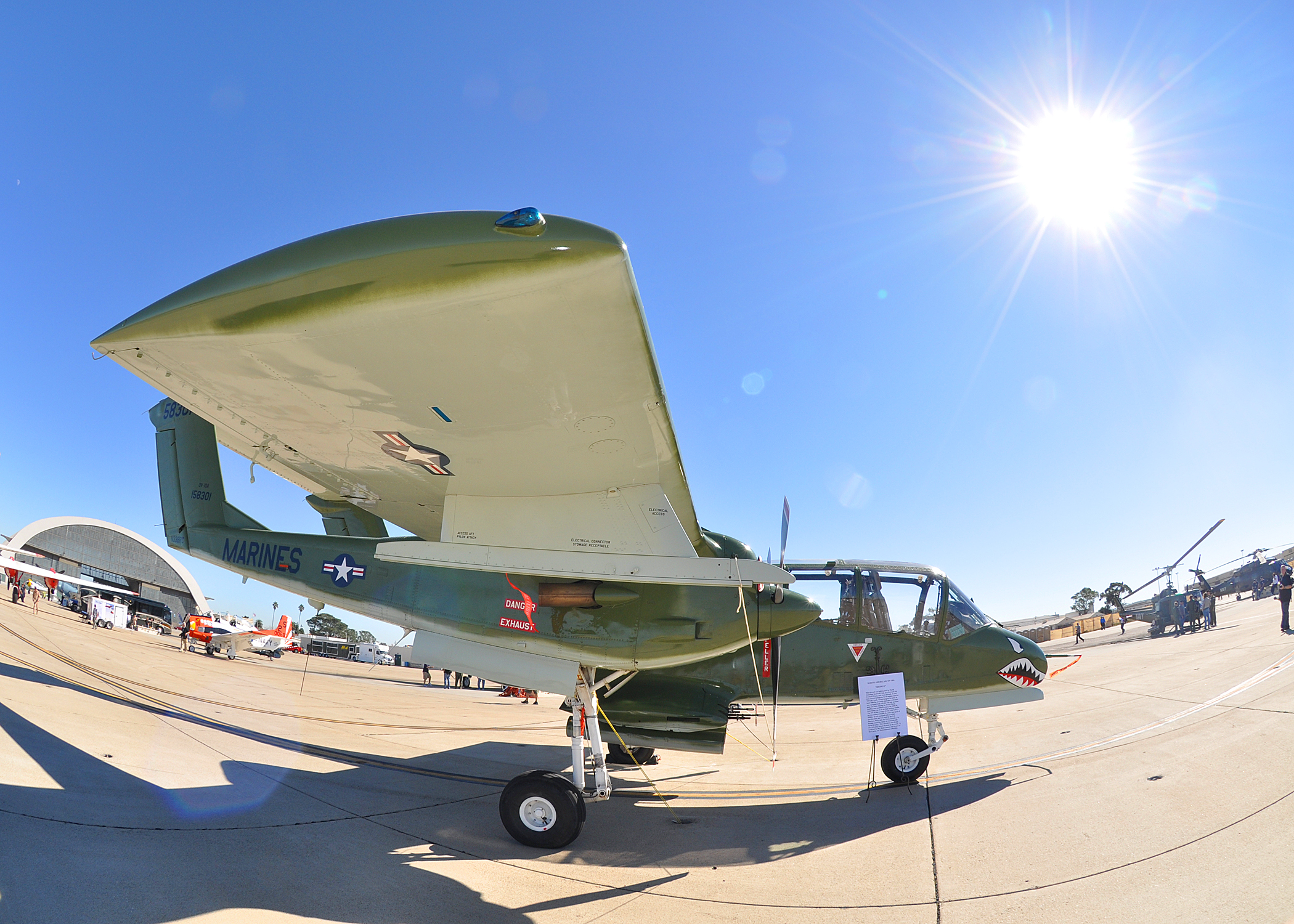
Přímo proti slunci fotograf použil silný blesk

Zobrazení celého rozsahu jasů ve snímané scenérii s protisvětlem je velmi obtížně zachytit na jedné fotografii. Musí být proto učiněn výběr některé významově důležité části: buď oblast vysokých světel (v tom případě zbytek obrazu bude zobrazen jako černé siluety), nebo oblast hlubokých stínů (v tomto případě bude oblast světel zcela vypálená).
Problémy fotografování v protisvětle dlouhou dobu amatérští fotografové odkládali, ale s příchodem digitální technologie, která stále ještě nenahradí lidské oko fotografa, poskytuje možnosti a technickou základnu pro usnadnění experimentů. Existují tři způsoby jak zachytit tuto dynamickou scénu:
- Stínové obrazy či silueta mohou být kompozičně i výtvarně velmi úspěšné.
- Použít fill in techniku blesku – česky doplňkový blesk nebo režim vynuceného blesku[2] Automatika většinou špatně spočítá scénu a obraz podexponuje (viz obrázek kočky na okně vpravo).
- Použít odraznou desku a osvětlit tmavé části obrazu.
- Vytvořit více fotografií s různými expozicemi a sjednotit je metodou High Dynamic Range, která umožňuje větší dynamický rozsah expozice (mezi nejsvětlejším a nejtmavším bodem) scény.

Pokud lze změnit kompozici:
- Bude působit lépe, když motiv umístíme na tmavé pozadí a protisvětlo bude přicházet zešikma.[3]
- Bude-li motiv v protisvětle zaujímat co největší plochu v obraze, automatika sama upraví expozici přijatelně.[3]

### Nežádoucí účinky
Nežádoucí účinek protisvětla při fotografování se zakládá také na světelných zdrojích mimo záznamový obrazový úhel. Světelný paprsek nemá sice vliv na zaznamenaný obraz (není na fotografii zobrazen), v praxi však uvnitř objektivu a v těle fotoaparátu tyto světelné paprsky způsobují reflexe nebo difrakce. Obě transformace vedou k snížení optické kvality obrazu, podexponování. Proto je obecně doporučováno použití sluneční clony.

Schéma pokusu ověření nežádoucího účinku protisvětla. Šedá stěna vlevo odpovídá obrazu promítanému na citlivou vrstvu fotoaparátu. Červený laserový paprsek, jehož světelný zdroj leží 10° mimo obrazový úhel, není v ideálním případě promítnut na obrazové rovině, ale je absorbován a odrážen v čočkách objektivu a těle fotoaparátu.
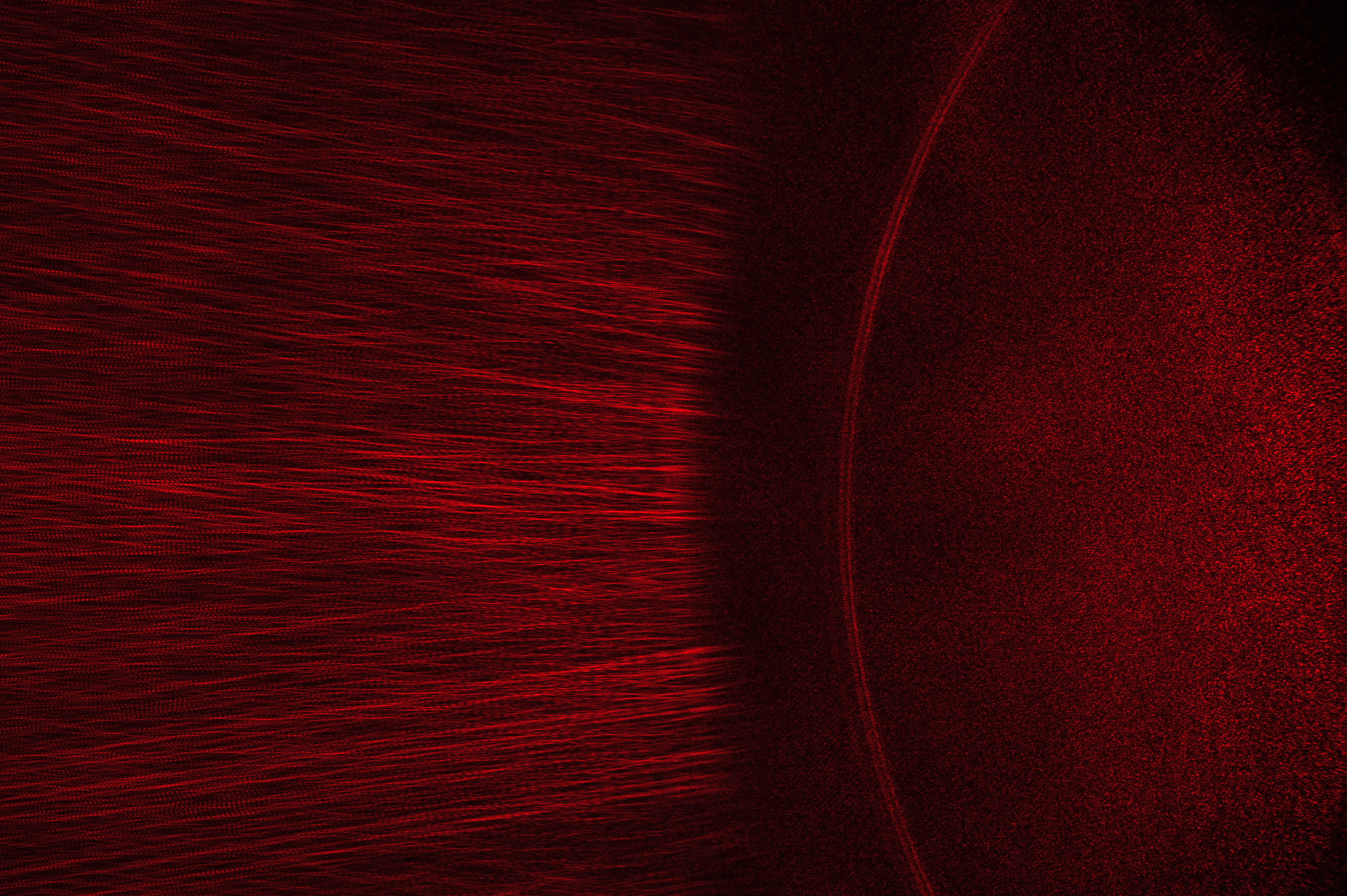
Výsledný snímek z digitální zrcadlovky s nežádoucím účinkem protisvětla uskutečněný podle schématu vlevo
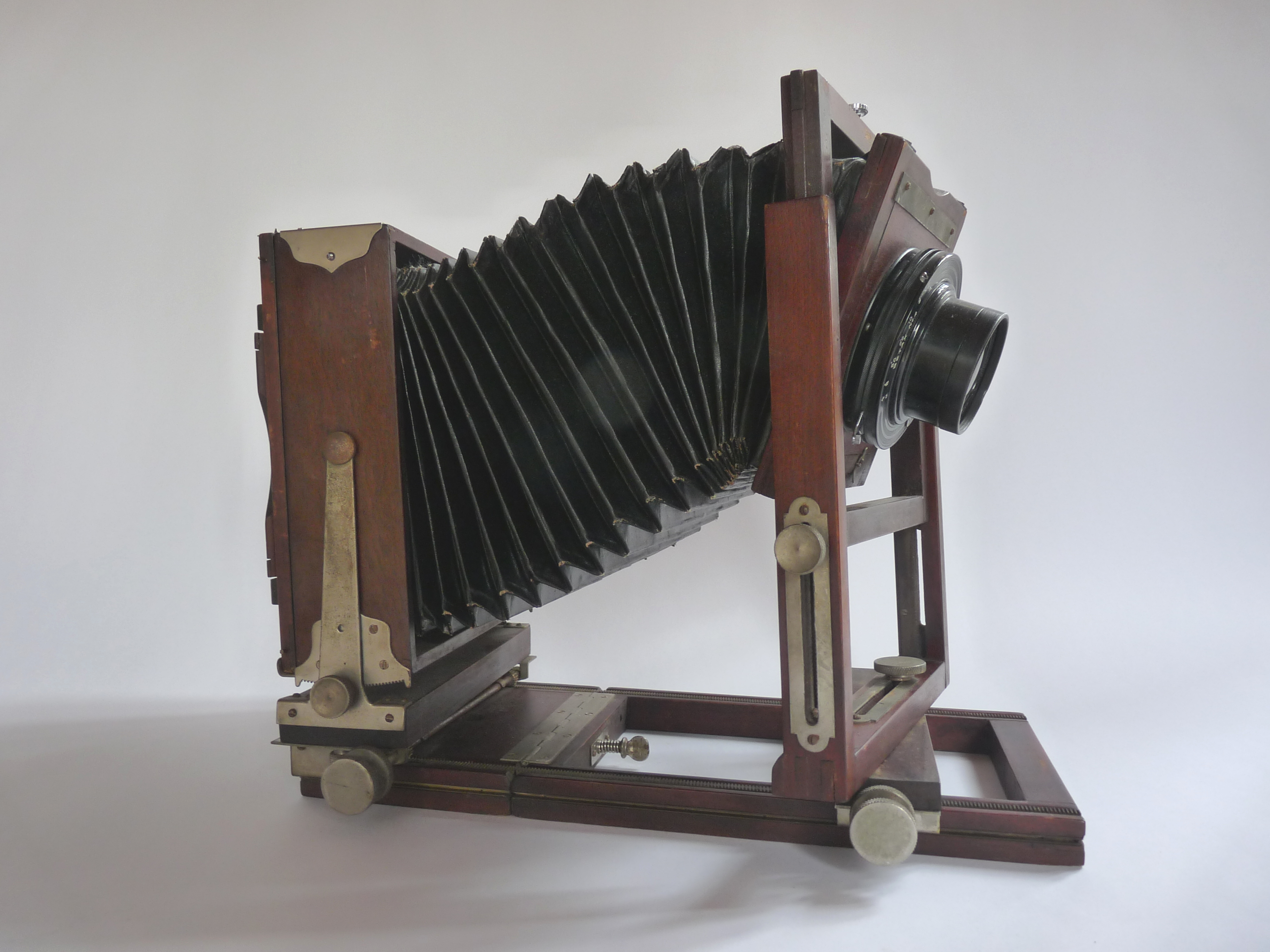
Některé velkoformátové přístroje a sklopné měchové fotoaparáty redukovaly vady tvarovaným černým měchem, který parazitní světlo pohlcoval a neodrážel
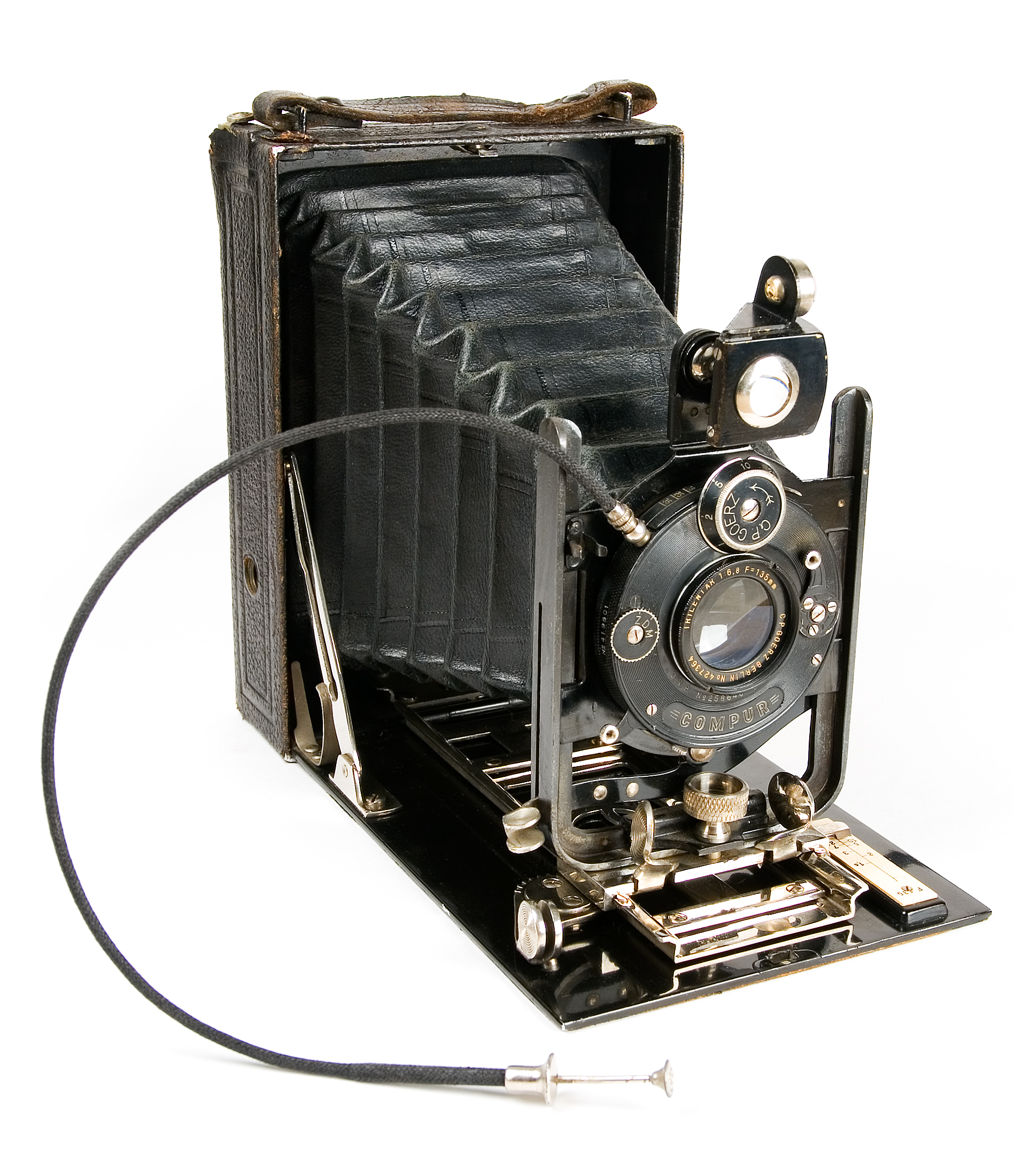
Lehký sklopný měchový fotoaparát Goerz Tenax

## Estetika
V portrétní fotografii se protisvětlo využívá k vytvoření světlejšího obrysu u fotografovaného objektu pro odlišení postavy od pozadí nebo pro lesk ve vlasech. Při fotografování krajiny může protisvětlo dodat snímku zajímavý efekt, ale převážně jen ráno nebo večer. Protisvětlo se využívá například při fotografování skla, kdy je potřeba „rozsvítit“ dekor na skleněném předmětu. Díky protisvětlu vynikne mlha nebo kouř a stínové obrazy či siluety mohou být kompozičně i výtvarně velmi úspěšné. Také zasněžená krajina je v protisvětle zajímavější, má větší kontrast a vyniknou obrysy.

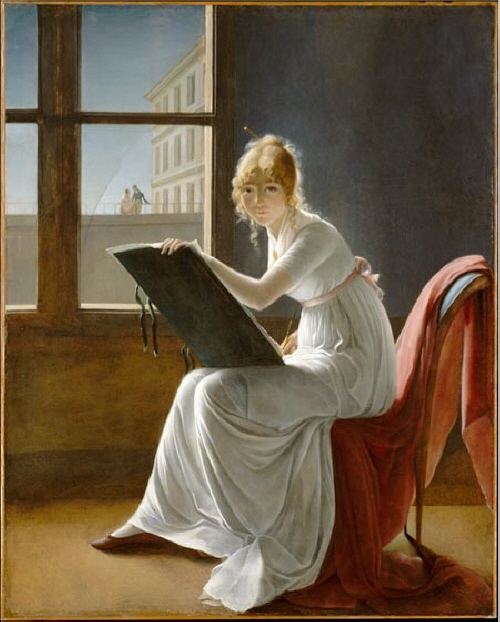
Constance-Marie Charpentierová: Slečna Charlotta z údolí Ognes, olej na plátně, jedno z raných použití protisvětla v malířství, 1801
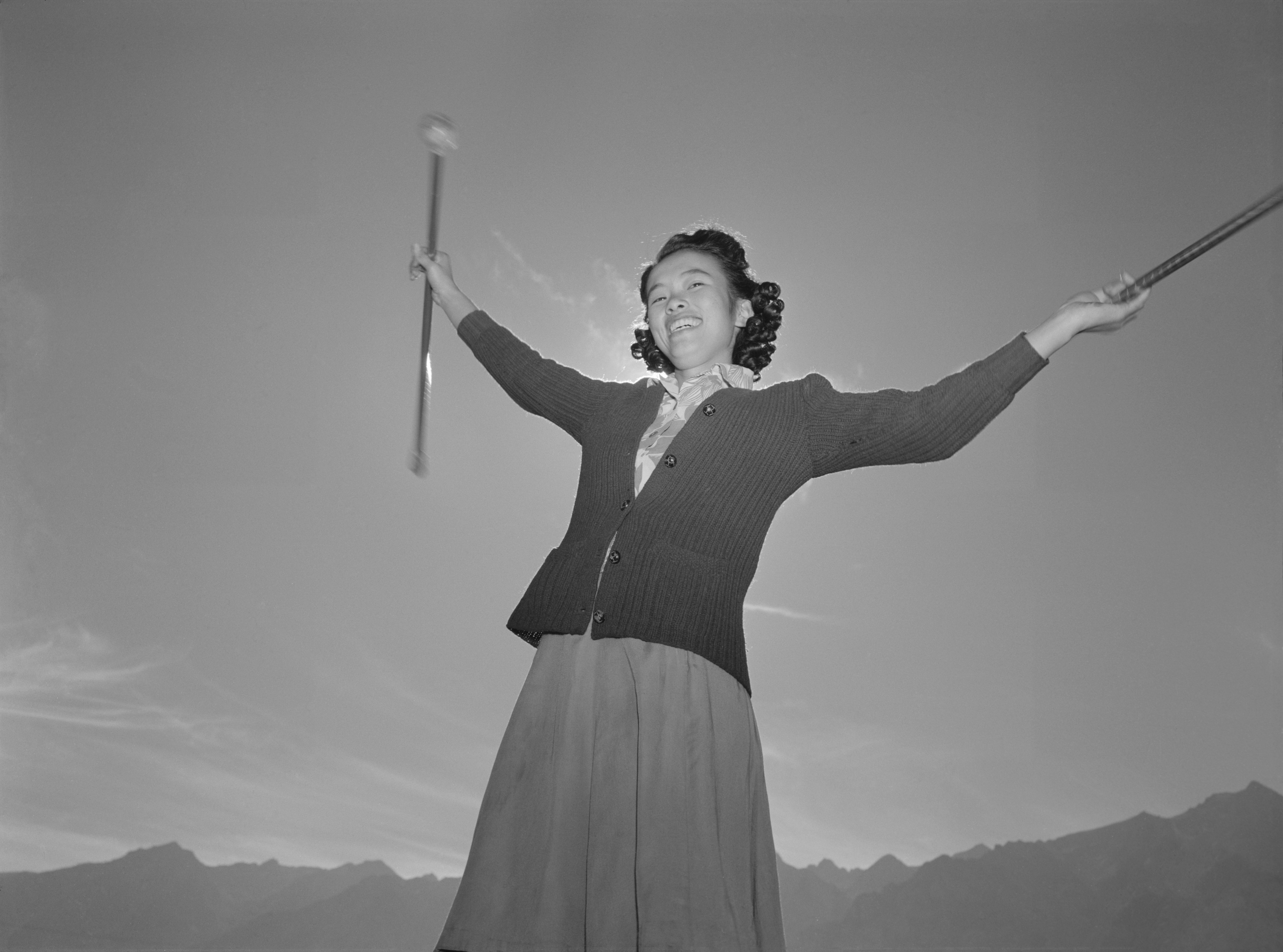
Ansel Adams, otec zónového systému, ovládal záběry v protisvětle velmi dobře: Zkouška mažoretek, 1943
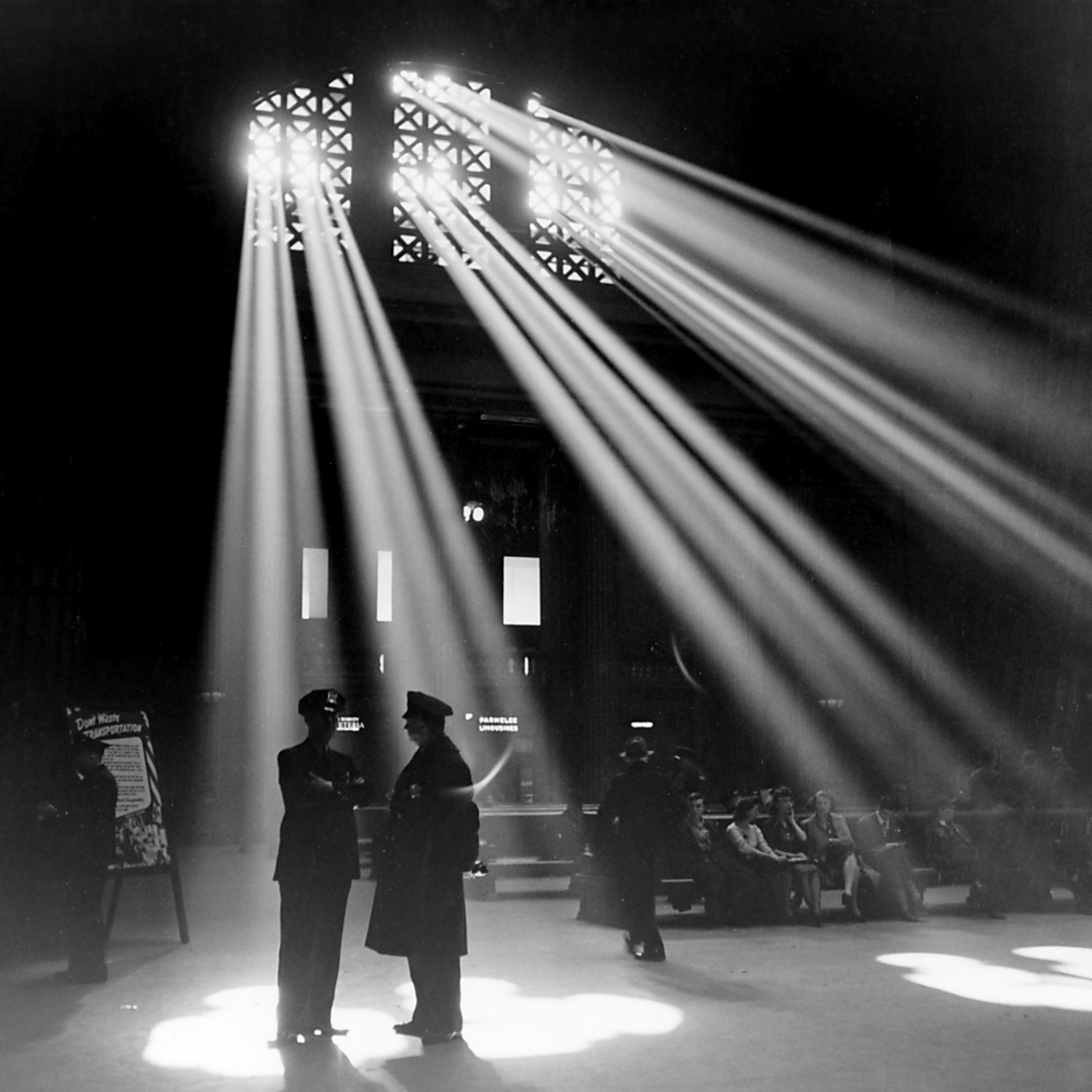
Jack Delano: V čekárně společnosti Chicago Union Station, Chicago, Illinois, 1943
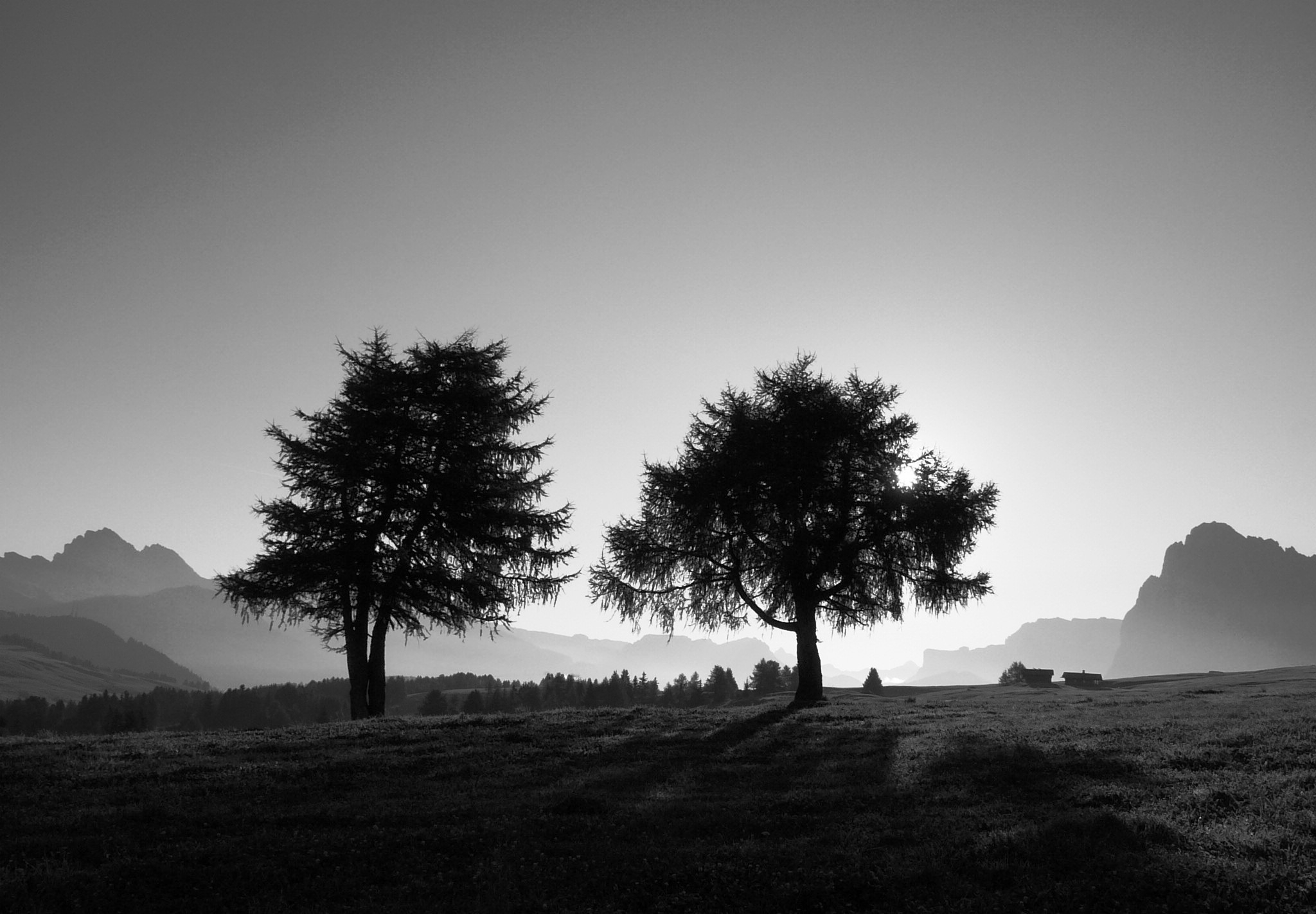
Stromy v protisvětle se zdůrazněným tvarem vytvořily siluetu
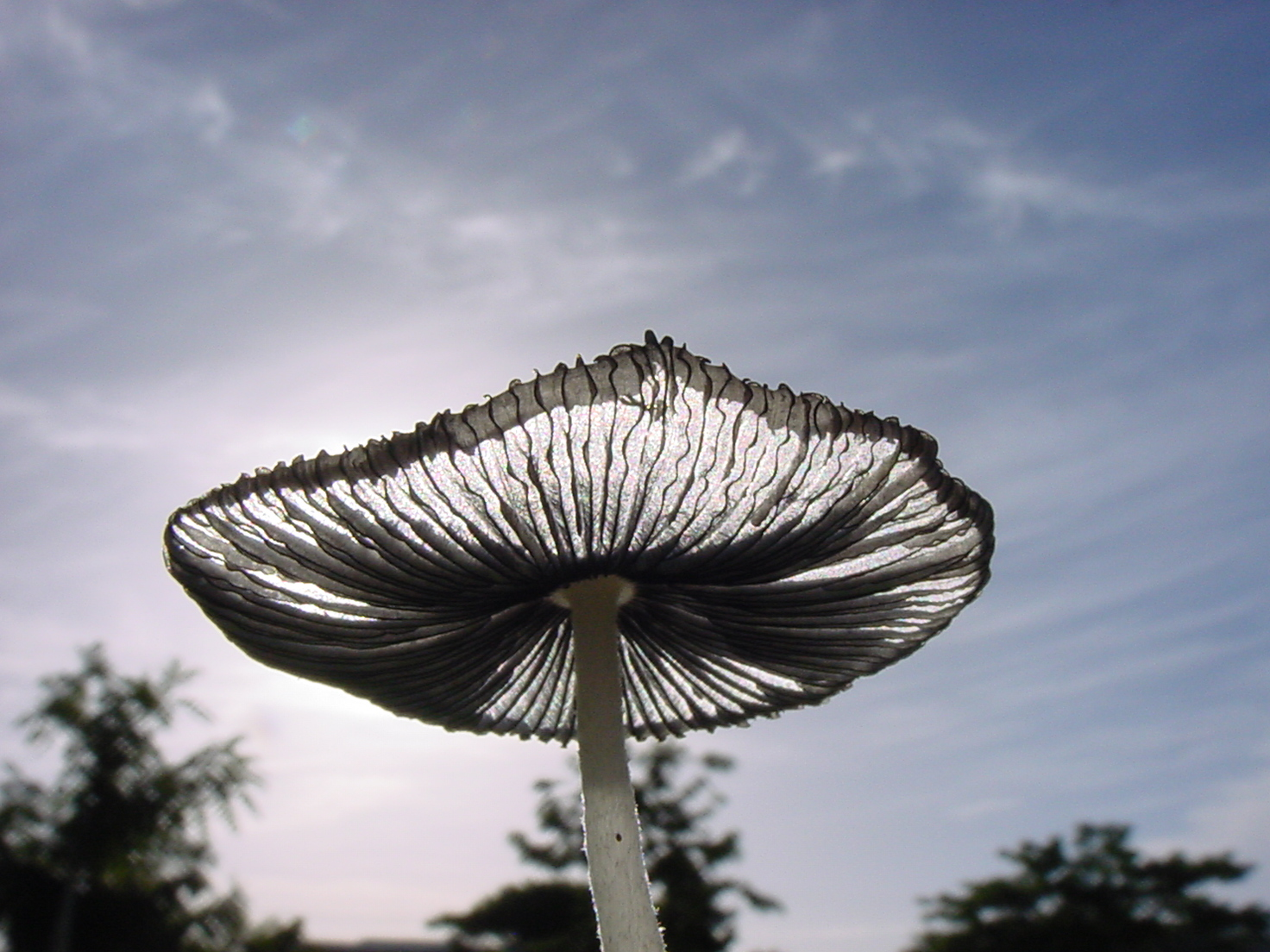
Protisvětlem vynikne struktura objektu
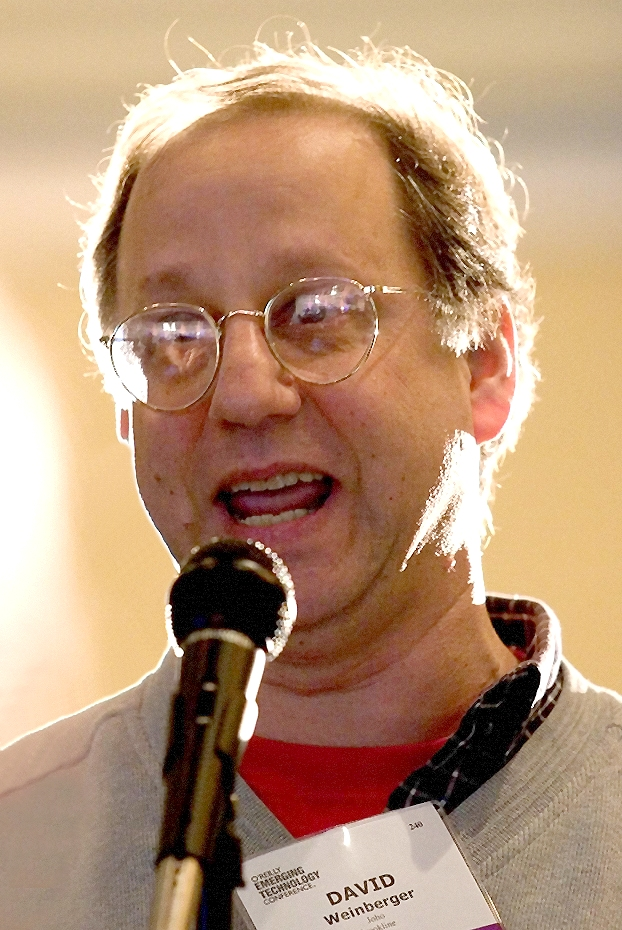
Protisvětlo odliší postavu od pozadí a dodá lesk ve vlasech
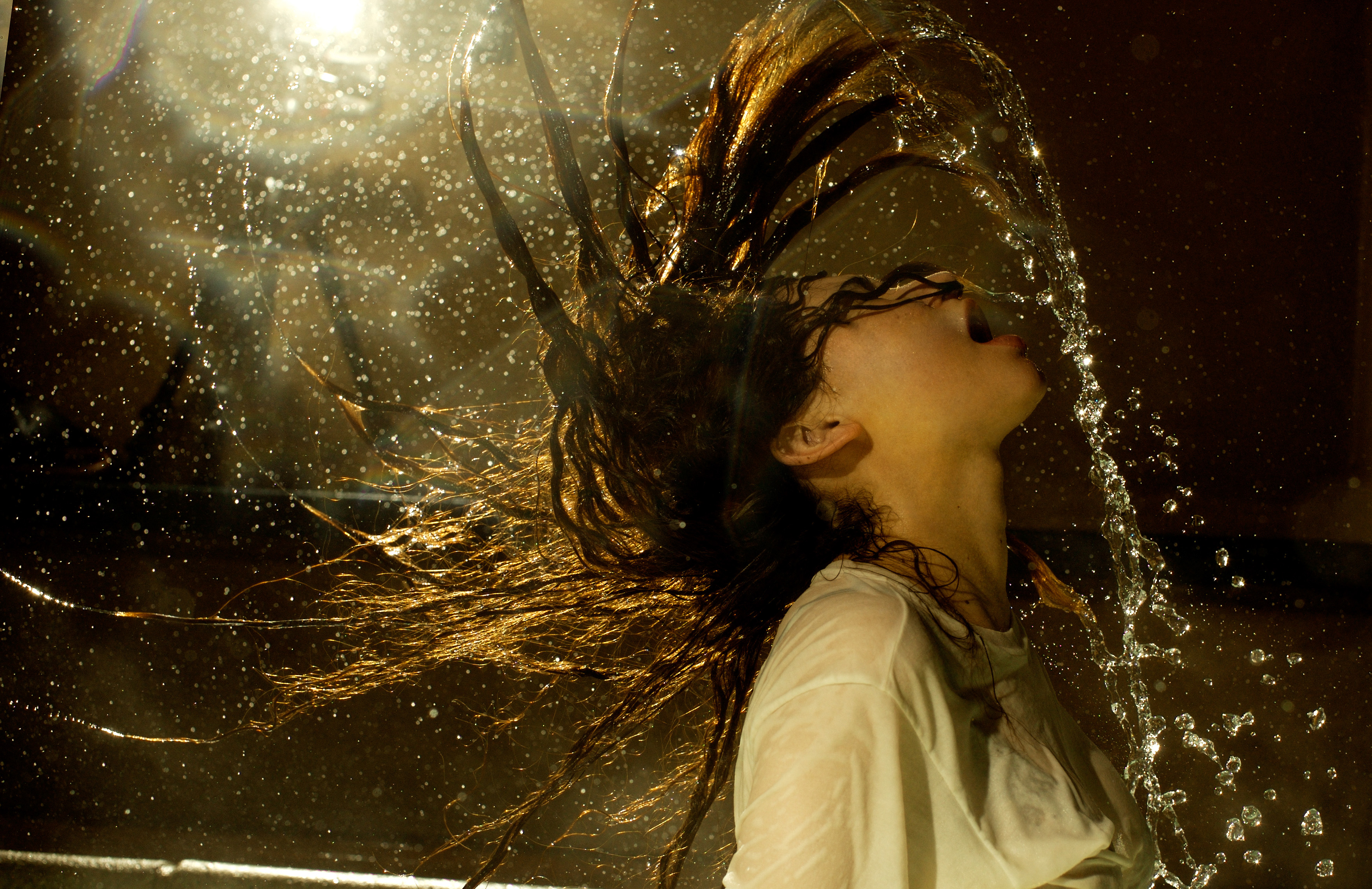
Zdůraznění struktury kapek vody a vlasů
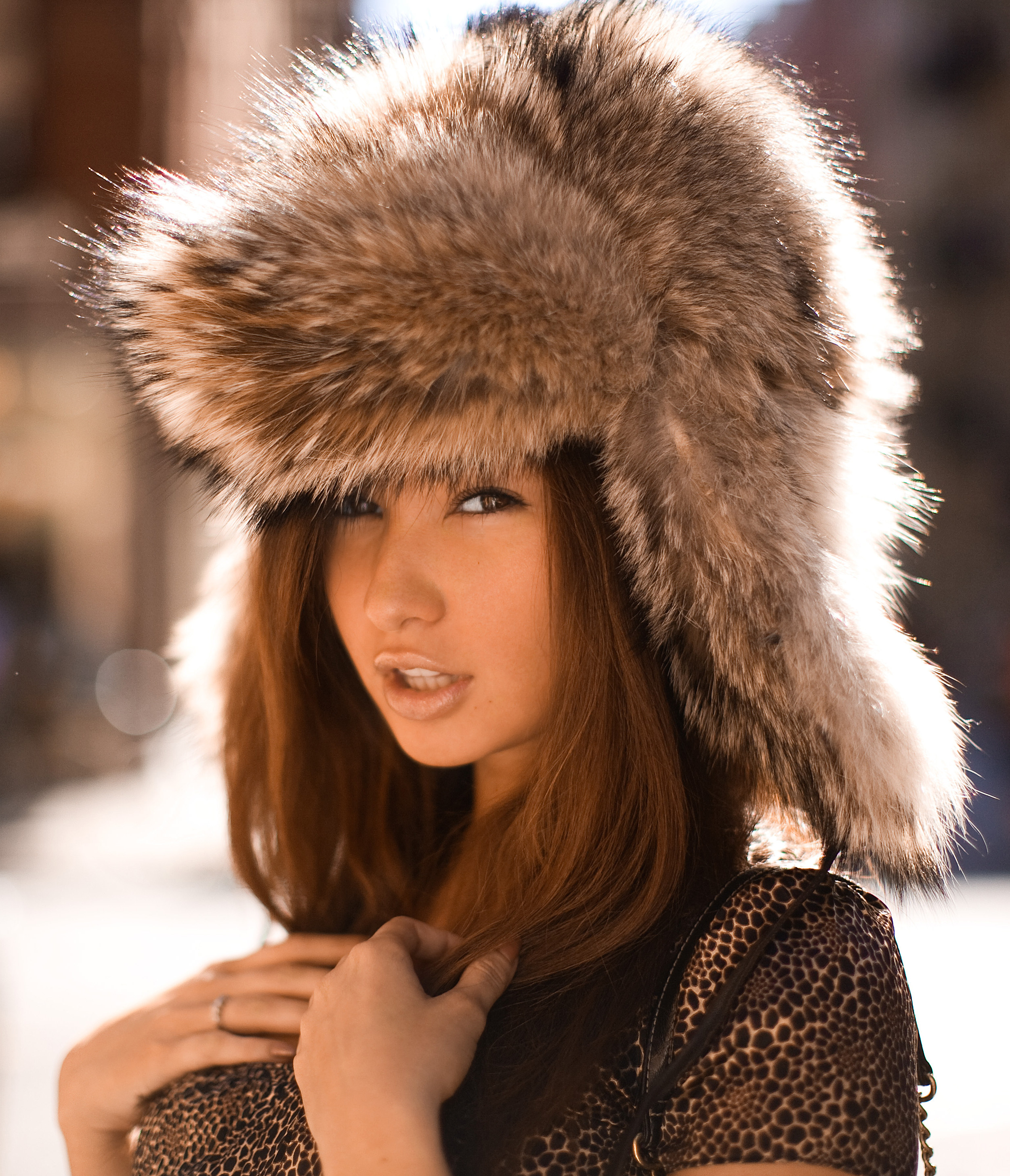
Využití protisvětla ke zvýraznění čapky
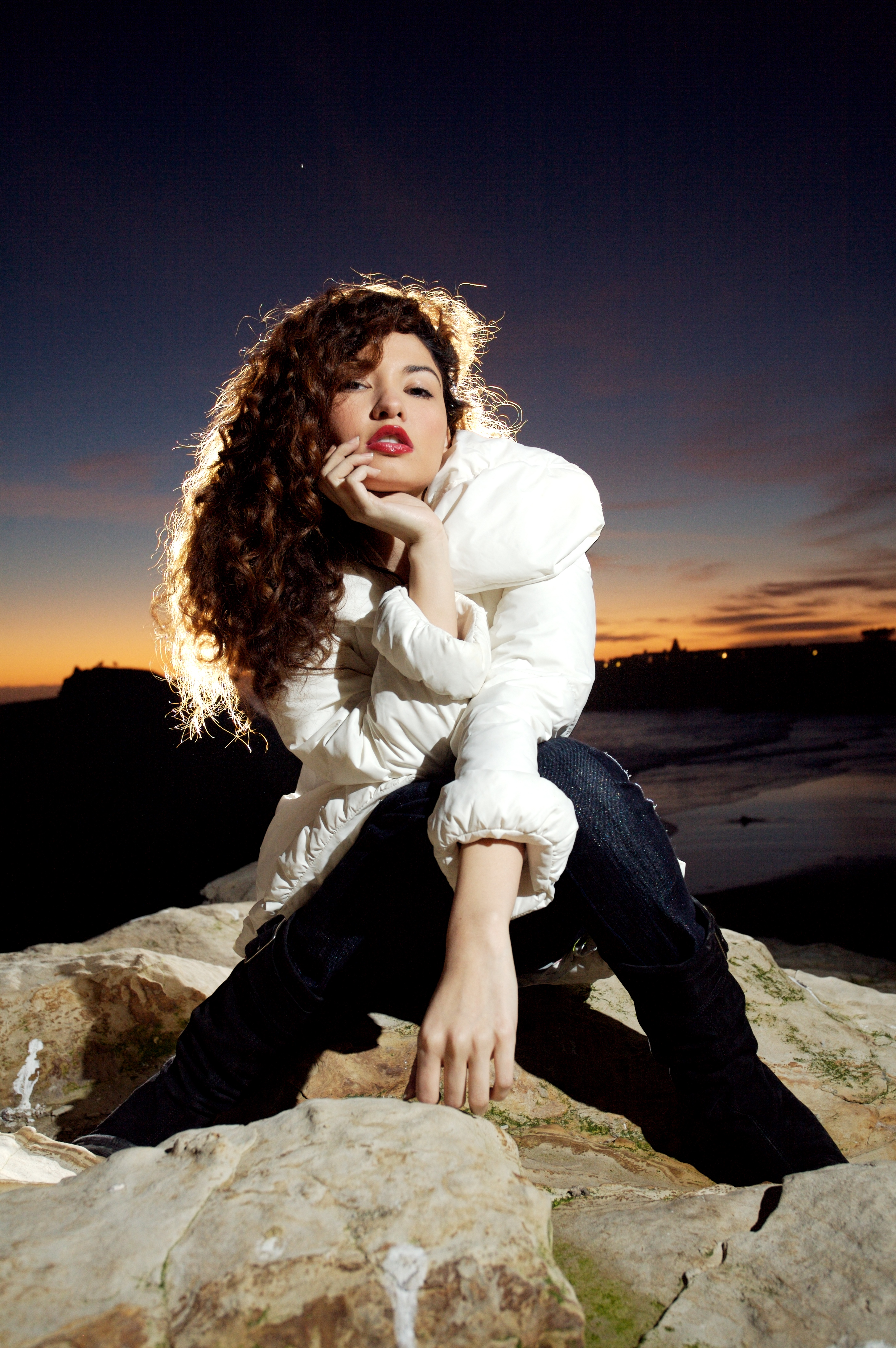
Silný přední blesk rozjasnil kresbu portrétu
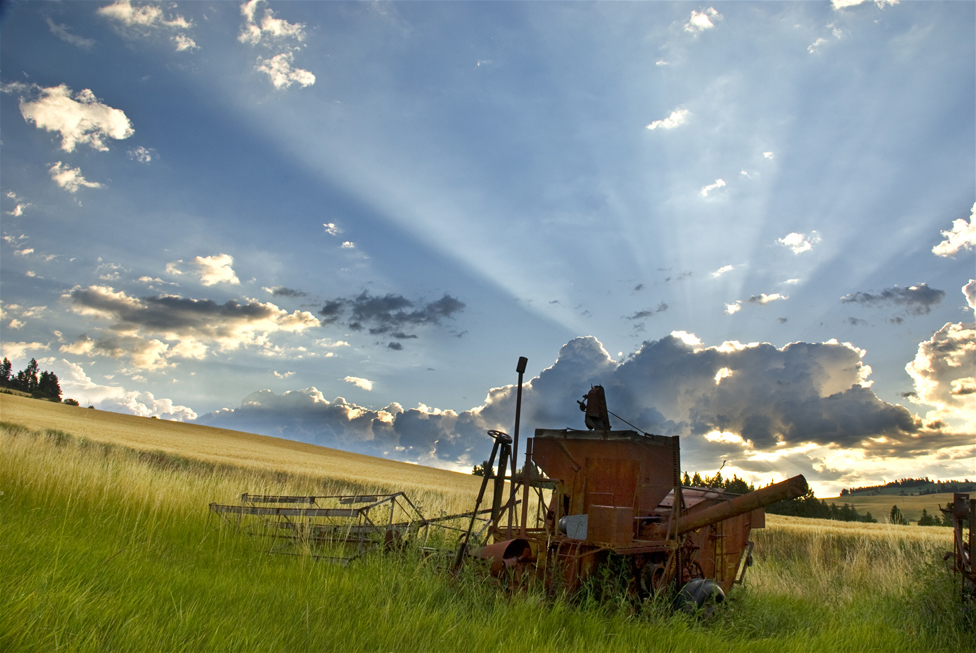
Efekty protisvětla v krajinářské fotografii
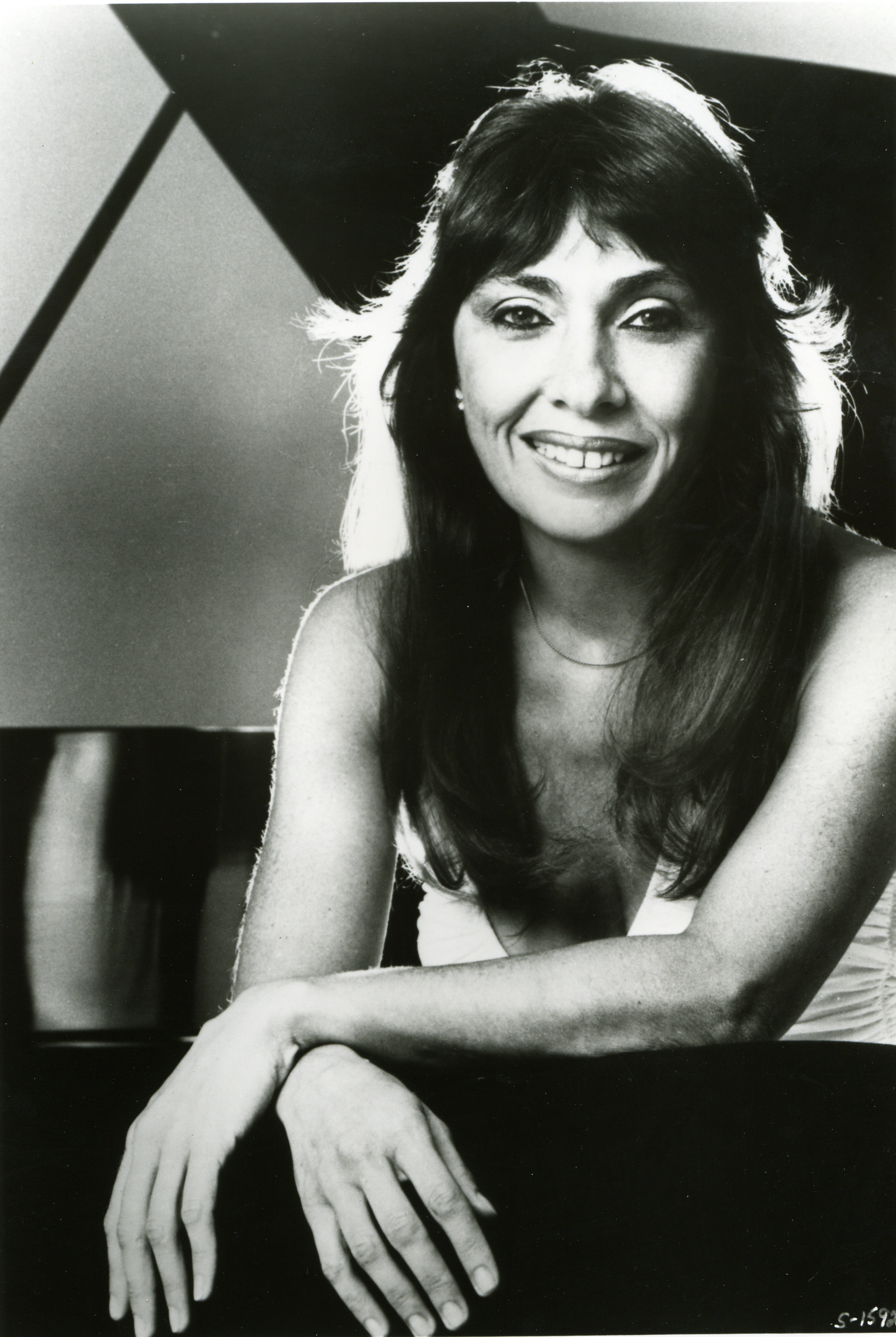
Fotograf využil střídání tonalit – tmavá-světlá-tmavá, Ruth Laredo, americká pianistka, asi 1980
Tříbodové svícení v ateliéru; zezadu (č. 3) se používá protisvětlo
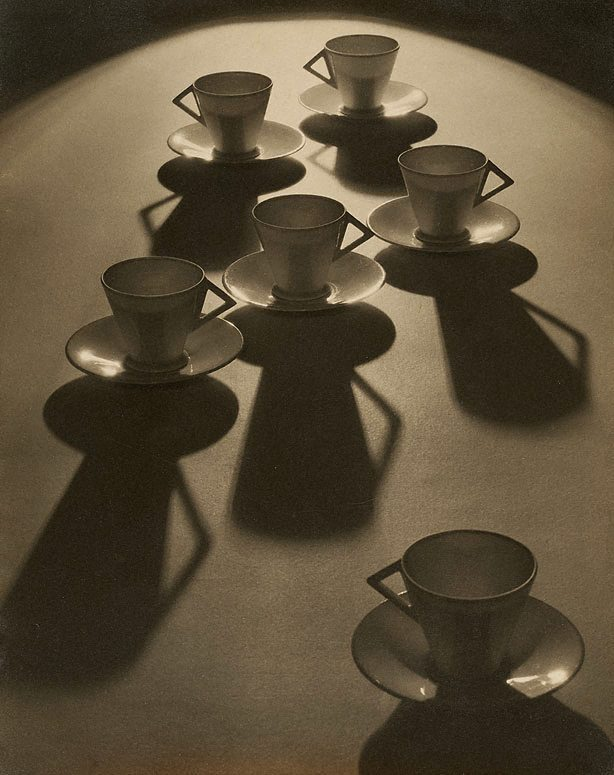
Olive Cotton: Tea cup ballet (Balet čajových šálků), 1935, protisvětlo vrhající stín směrem k divákovi vytváří dojem tance
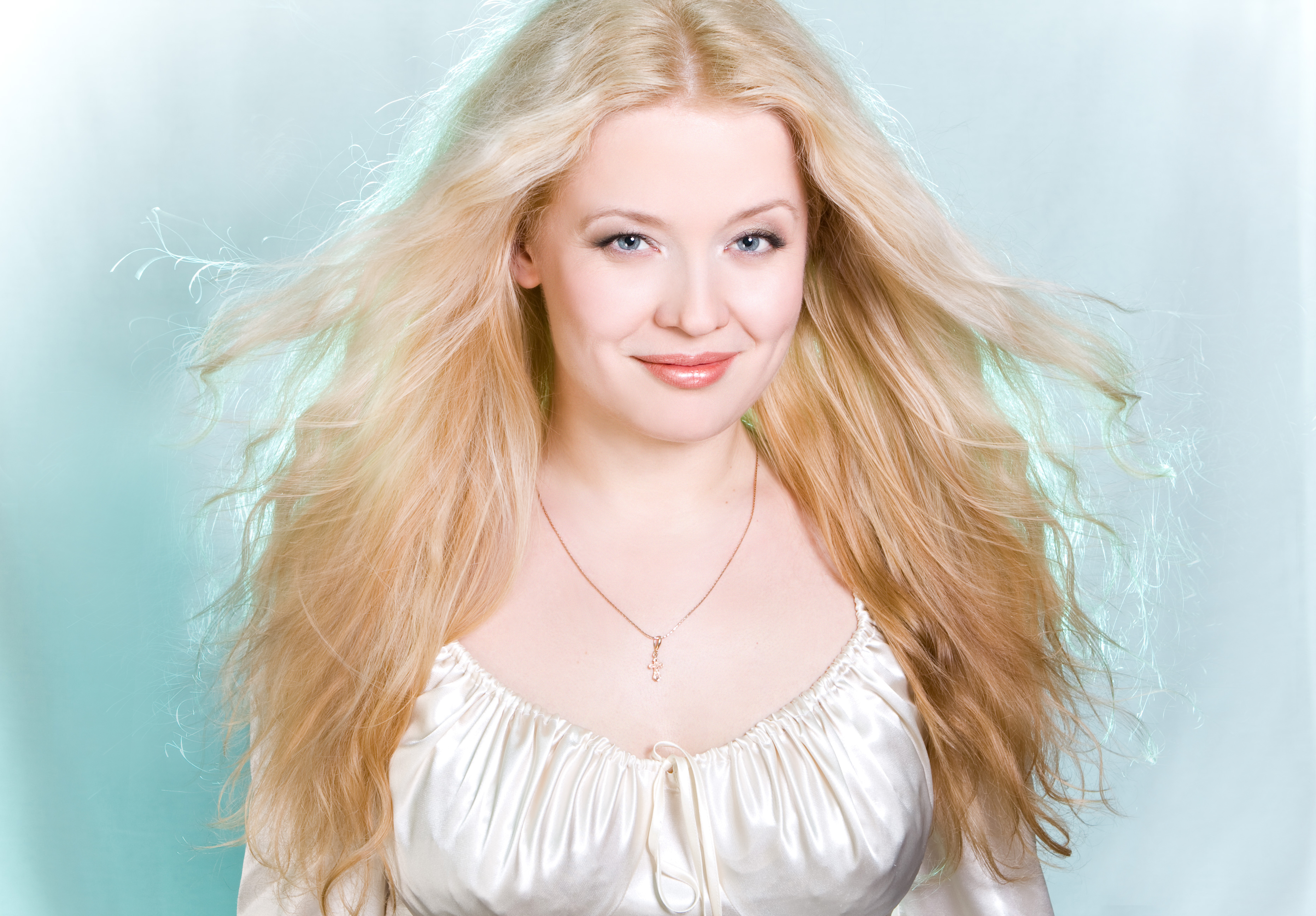
Zabarvené protisvětlo
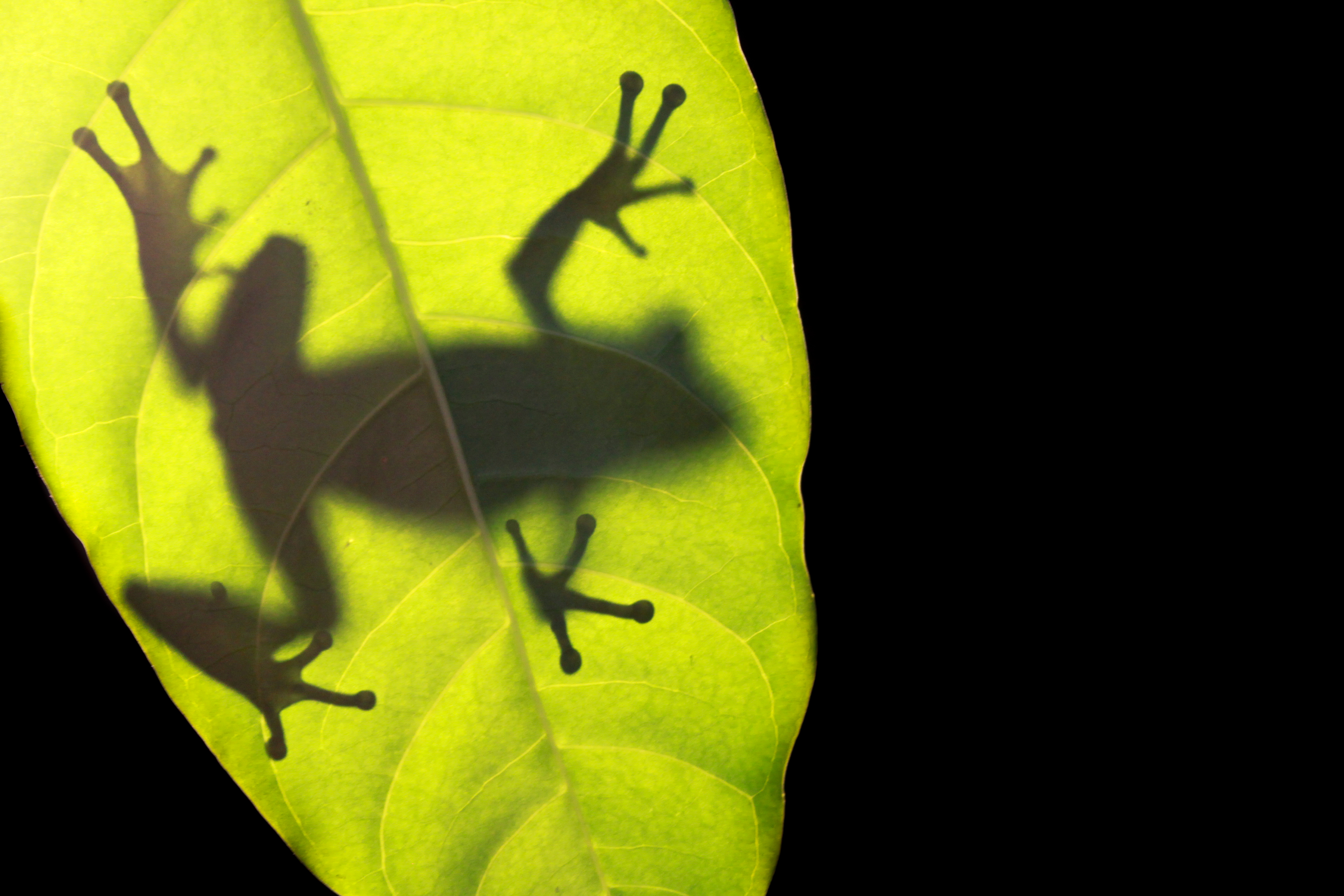
Žába na listu v protisvětle
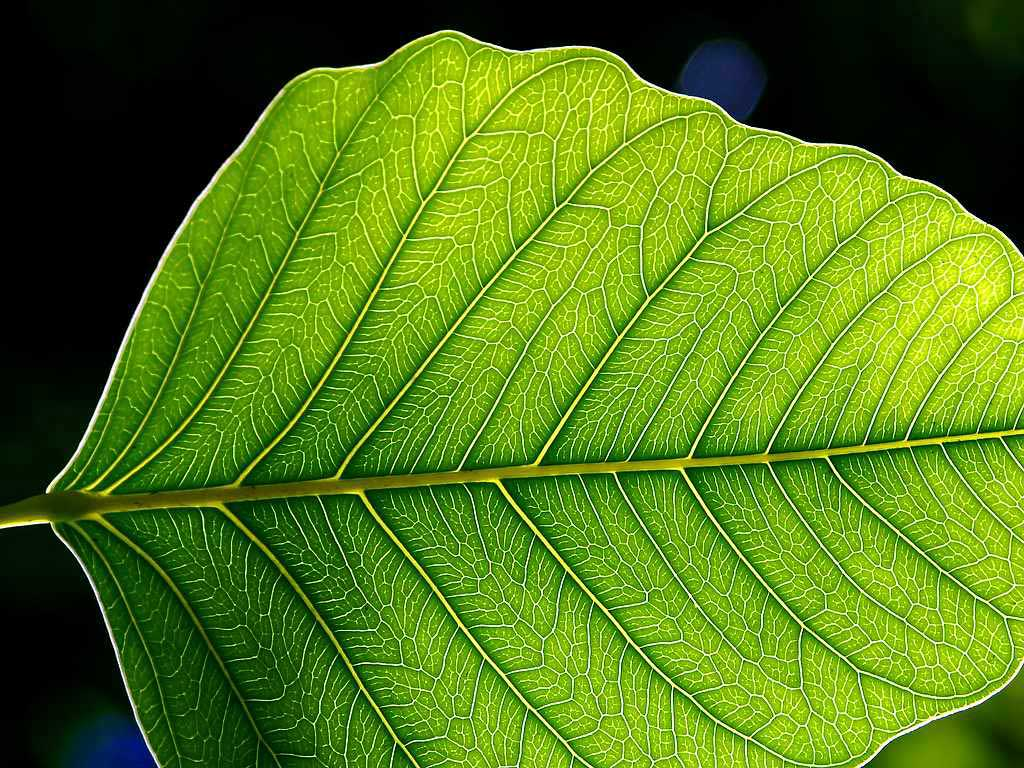
List v protisvětle dostal strukturu a obrysy